# باري مكاي
باري مكاي (بالإنجليزية: Barrie McKay) (30 ديسمبر 1994 في المملكة المتحدة - ) هو لاعب كرة قدم بريطاني في مركز جناح ‏. شارك مع منتخب اسكتلندا تحت 18 سنة لكرة القدم ومنتخب اسكتلندا تحت 19 سنة لكرة القدم ومنتخب اسكتلندا تحت 21 سنة لكرة القدم. أما مع النوادي، فقد لعب مع ريث روفرز ونادي رينجرز ونادي كيلمارنوك ونادي غرينوك مورتون.

## وصلات خارجية
- باري مكاي على موقع الاتحاد الأوربي (الإنجليزية)
- باري مكاي على موقع الاتحاد الإسكتلندي (الإنجليزية)
- باري مكاي على موقع قاعدة بيانات كرة القدم.إي يو (الإنجليزية)
- باري مكاي على موقع ناشيونال فوتبول تيمز (الإنجليزية)
- باري مكاي على موقع Soccerbase.com (لاعب) (الإنجليزية)
- باري مكاي على موقع Soccerway.com (الإنجليزية)